# Cylichnogaster lawrencei
Cylichnogaster lawrencei är en mångfotingart som beskrevs av Karl Wilhelm Verhoeff 1937. Cylichnogaster lawrencei ingår i släktet Cylichnogaster och familjen Siphonotidae. Inga underarter finns listade i Catalogue of Life.